# Scott Franklin
Clifford Scott Franklin (Thomaston, 23 agosto 1964) è un politico statunitense, membro della Camera dei Rappresentanti per lo stato della Florida dal 2021.

## Biografia
Nato in Georgia e cresciuto in Florida, Franklin si arruolò in marina e studiò presso la United States Naval Academy. Prestò servizio come aviatore di marina pilotando Lockheed S-3 Viking, congedandosi col grado di comandante dopo ventisei anni. Successivamente svolse le funzioni di amministratore delegato di un'agenzia assicurativa.
Entrato in politica con il Partito Repubblicano, nel 2017 venne eletto commissario cittadino di Lakeland.
Nel 2020 si candidò alla Camera dei Rappresentanti e nelle primarie repubblicane sconfisse il deputato in carica da un solo mandato Ross Spano, che era stato oggetto di indagini su presunte irregolarità finanziarie. Nelle elezioni generali Franklin superò anche l'avversario democratico e divenne così deputato.